# 蘇澳 (大字)
蘇澳，原寫為蘇澚，是臺灣宜蘭縣蘇澳鎮的一個傳統地域名稱，也是全鎮行政中心所在地，位於該鎮北半葉的東部。相較於今日行政區，其範圍大致包括蘇東里、蘇南里、蘇北里、蘇西里、永光里、永春里西北部凸出部分的東半部、長安里北半部、南正里東部、南安里、南成里東北部、南興里北半部、南寧里、南建里東北半部。

## 歷史
台灣日治初期，蘇澳地區為一街庄，稱為「蘇澚庄」，隸屬於利澤簡堡。該庄東北及東臨太平洋，南及西與蕃地為鄰，西北邊為糞箕湖庄，北邊為港口庄。
1901年（日明治三十四年）11月11日，全台設置二十廳，該庄隸屬於宜蘭廳。其後編入第十三區。1905年（明治三十八年）7月6日，該區改名為「利澤簡區」。1909年（明治四十二年）10月25日，全台整併二十廳為十二廳，該街仍隸屬於宜蘭廳。1910年（明治四十三年）1月18日，各區管轄區域調整，該街仍隸屬於宜蘭廳的「利澤簡區」。
1920年（大正九年）10月1日，全台廢十二廳改設五州二廳，該庄改制並更改用字為「蘇澳」大字，隸屬於臺北州蘇澳郡蘇澳庄，大字下有「蘇澳」、「南方澳」、「北方澳」、「白米甕」小字名。1943年（昭和十八年）10月1日，蘇澳庄升格為蘇澳街。
戰後蘇澳街改制為蘇澳鎮，隸屬於臺北縣，大字亦改制為里。1950年（民國39年）10月10日，北、宜分治，蘇澳鎮改隸屬於宜蘭縣。

## 聚落
本地區發展較早的聚落有北方澳、松尾坑、蘇澚、白米甕、南方澳等，在日治期初期的官方地圖上已有記載。

## 交通
台鐵宜蘭線是八堵至蘇澳的鐵路，也是台灣東北部的鐵路幹線，其南側端點蘇澳車站位於蘇澳地區中部。該站屬二等站，停靠部分自強號、區間快車，以及全部的區間車。由此向西轉北沿宜蘭線接縱貫線可前往台鐵台灣西部及宜蘭縣沿線各站，亦可至蘇澳新站向南轉北迴線再接臺東線可前往花蓮縣、台東縣台鐵沿線各站。
省道台2線（蘇東北路、蘇東中路）是淡水關渡大橋至蘇澳的幹道，為台灣濱海公路系統之一，其中基隆至蘇澳路段又稱為「北部濱海公路」，其南側端點位於本地區中部偏東的省道台9線路口。由此向東轉北出境後，可前往五結東部、壯圍、頭城、貢寮、瑞芳等地，向南可前往蘇澳市區並止於省道台9線路口。
省道台9線（中山路一段、蘇花路五段）又稱「東部幹線」，是台北經東台灣至屏東楓港的幹道，大致以西向東轉北北西—南南東蜿蜒經過本地區。由該道路向西轉北北西可前往冬山、羅東、五結西北部、宜蘭、礁溪、頭城西南部、坪林等地，向南南東轉南可前往南澳、秀林、新城、花蓮等地。
鄉道宜41線是蘇澳至永樂的道路，其東北側端點位於蘇澳市區東部的省道台9線路口。由此向南南西蜿蜒而行，出境後可前往湖東、白米甕、粗坑等地。

## 學校
- 蘇澳海事高職
- 蘇澳國小（部分）
- 士敏國小

## 廟宇
- 蘇澳晉安宮（法主公廟）
- 南方澳金龍寺（觀音寺）
- 南方澳南天宮（媽祖廟）
- 南方澳南仙宮（呂祖廟）
- 南方澳進安宮（陰廟）